# M3 Scout Car
M3 Scout Car (znany też jako White Scout Car) – amerykański kołowy transporter opancerzony z okresu II wojny światowej.

## Służba
Po raz pierwszy pojazdy zostały użyte bojowo w latach 1941–1942 w czasie walk na Filipinach. Na europejskim teatrze działań używany był głównie przez żandarmerię wojskową do patroli, eskorty konwojów samochodowych itd. Zostały dostarczone w dużych ilościach do Związku Radzieckiego w ramach umowy Lend-Lease, używane także przez siły Wolnych Francuzów. Transportery M3 znalazły się również na uzbrojeniu Polskich Sił Zbrojnych, głównie w pancernych pułkach rozpoznawczych (ułanów) dywizji piechoty.

## Wersje pojazdu
Oprócz wersji podstawowej M3 budowano jeszcze cztery wersje tego samochodu:
- M3A1E1: z silnikiem Diesla
- M3A1E2: z opancerzonym dachem
- M3A1E3: z armatą 37 mm
- M3A1 Ambulance: ambulans
- M3A1 Command Car: samochód dowódcy, seria budowana w roku 1943 z grubszym opancerzeniem i karabinem maszynowym 0.50 cala (12,7 mm)

## Opis konstrukcji
Czterokołowy samochód z zawieszeniem na resorach piórowych. Na przednim zderzaku znajdował się szeroki wałek mający zapobiegać grzęźnięciu w miękkim gruncie. Chłodnica chroniona przez ruchome stalowe żaluzje, maska otwierana w dwie strony, akumulator znajdował się po prawej stronie, chroniony przez blachę pancerną. Na zewnątrz pojazdu przymocowane były: siekiera, kilof i łopata. Pod tylnym zderzakiem znajdowały się schowki na amunicję, narzędzia i części zamienne. Wokół pojazdu znajdował się rama, na której można było zamontować karabin maszynowy.